# トラック野郎・爆走一番星
『トラック野郎・爆走一番星』（トラックやろう・ばくそういちばんぼし）は、1975年（昭和50年）12月27日公開の日本映画。富士フイルムカラー、シネマスコープサイズ、映倫番号:18548。
満艦飾のトラックが日本全国津々浦々駆け巡り、主人公・一番星こと星桃次郎に菅原文太、相棒・やもめのジョナサンこと松下金造に愛川欽也、マドンナ・高見沢瑛子にあべ静江、ライバル・ボルサリーノ2に田中邦衛が扮して巻き起こす「トラック野郎シリーズ」第2作。1976年（昭和51年）の正月作品として公開された。『爆走一番星』は当時の東映社長・岡田茂による命名。
封切り配給収入7億7700万円、最終配給収入は14億9384万円を記録。当時の新聞記事では約320万人動員と記されている。1976年の邦画配給収入ランキング第3位、1975年公開の映画としてはランキング第1位となった。

## ストーリー
新潟の山中を進む1台のバス。車内では女子学生の一団が「里の秋」を合唱していた。そこに割り込む男性の声。11トン車・一番星号の運転手・星桃次郎（菅原文太）と、4トン車・やもめのジョナサン号の運転手・松下金造（愛川欽也）の2人である。彼らは引率の女教師（研ナオコ）をからかい、「心のこり」を女生徒たちと合唱した。
須間田三四郎（山城新伍）と邂逅後、東京に戻った2人は荷下ろしで汗を流す。その後、桃次郎は写真屋（由利徹）で見合い写真を撮る。その写真をソープ嬢たちに見せ、「見合いする」「結婚は神聖」「一度は処女とセックスしたい」と、まだ見ぬ出会いに期待を寄せていた。
後日。姫路の台貫場では、警官の赤塚周平（なべおさみ）に運転手の宮崎（宮崎靖男）が苦しめられていた。その横を、一番星号を牽引したジョナサン号が通過する。一番星号には「故障車」の張り紙があったが、赤塚は偽装と見抜き原付で追跡。一番星号は嫌がらせに排ガスを浴びせるも、偶然通りかかったバキュームカー「雲龍丸」にも浴びせてしまう。怒った運転手の杉本千秋（加茂さくら）は一番星号を追い越し、車線を塞いで停車。助手の堀釜太郎（ラビット関根）共々降りてくる。千秋と桃次郎は言い合いになり、バキュームカーのホースを向ける展開に。そこに赤塚が追いついてくるが、開き直った桃次郎の剣幕に負け、通行を許してしまう。
桃次郎とジョナサンはドライブイン「おふくろ」で停車。大便をするためトイレに駆け込むも、紙がなかったため桃次郎が店内にもらいに行く羽目になる。店主の蝶子（園佳也子）が取りに行く間、女子大生の高見沢瑛子（あべ静江）が紙を差し出す。その瞬間、一目惚れする桃次郎。紙を持ってきてくれた蝶子に「僕はウンチなんかしない」「下品な！」とカッコつけてしまう。瑛子はこの店でアルバイトしており、太宰治のファンだった。津軽出身のジョナサンと意気投合する瑛子。しかし、桃次郎は太宰治を「ダザイ」という名の果物と勘違いし、失笑を買ってしまう。
店を出て野外で排便する桃次郎だったが、紙がない問題は解消されていなかった。ジョナサンは通りがかった雲龍丸を止める。「商売の邪魔」と機嫌の悪い釜太郎だったが、千秋は素直に紙を差し出した。ジョナサンは彼女を見直す。
桃次郎とジョナサンは博多へ向かい、そこでやっと太宰治が小説家だと理解する。桃次郎は「紙をくれた女（＝瑛子）」に見合い写真を渡すようジョナサンに頼むが、ジョナサンは千秋のことと勘違いしてしまう。
太宰治全集を揃えた桃次郎は、詰襟の学生服に身を包み「おふくろ」へ。外で待っている間に、ジョナサンが見合い写真を渡す手筈だった。ジョナサンから「うまくいきそう」と聞かされ、店内の様子から誤解した桃次郎は、瑛子との仲を取り持ってもらおうと雲龍丸を追いかける。しかし、見合い写真は千秋に渡っており、彼女は桃次郎を意識し始めていた。瑛子のことをなかなか口に出せない桃次郎は、うっかりバキュームカーの取っ手をひねってしまい、千秋ともども逆流する糞尿を浴びてしまう。
千秋のアパートで風呂に入った桃次郎。服も洗濯され軒先にかかっている。そこへ、隣の部屋に住む赤塚が帰宅してきた。今日は千秋の誕生日であり、バースデーケーキを持っていた彼だったが、釜太郎から桃次郎を「フィアンセ」と言われ、さらには室内の会話を誤解し、千秋が桃次郎に処女を捧げたものと思い込む。意気消沈する赤塚だったが、一緒に聞いていた釜太郎は喜んでいた。そして、迎えに来たジョナサンにも誤解が伝わってしまう。
そのジョナサンには、公道で大型ダンプ「ボルサリーノ2」と、その配下のダンプ「ボルサリーノ3」「ボルサリーノ4」が襲い掛かっていた。相手の正体が分からないジョナサンだったが、ボルサリーノ2（田中邦衛）は「思い出すまでつきまとう」と言い残し、去っていく。
川崎に戻ったジョナサンは、結婚14年目にしてようやく新婚旅行に出かけることにした。目的地は長崎である。その会話の中で、ジョナサンが千秋に見合い写真を渡したことを知る。一刻も早く誤解を解きたい桃次郎だったが、「子供を乗せてもらわないと困る」、「見合い写真の始末は任せて」と君江（春川ますみ）に言われ、その場は思い留まる。
途中の厳島神社で記念撮影の際、掃除人夫（織本順吉）と知り合いになる。彼は出稼ぎだったが、不景気のため仕送りも滞っているという。
長崎で出会った少年・小野雄一に案内され、ジョナサン一家は観光を楽しむ。姉の薫（千葉由美）の元へ、ジョナサン一家を引き連れて帰宅する雄一。案内料として得た500円札を得意げに薫に見せる雄一だったが、薫は返すように諭す。小野姉弟は父子家庭であり、父親は1年前から出稼ぎに出ていたが、2人は他人に頼らず生きてきたのだった。不憫な幼い姉弟に同情するジョナサン一家と桃次郎。
帰路、「おふくろ」に立ち寄るジョナサン一家と桃次郎。そこで桃次郎は土産を瑛子に渡そうとするが、彼女は男（夏八木勲）と部屋にいるという。心中穏やかでない桃次郎は焦って彼女の部屋に向かうが、男（片岡光二）を兄だと紹介され、安堵する。傷心の瑛子は、桃次郎に九州行きを頼むのだった。
店内には千秋が訪れていた。ジョンサンと君江は桃次郎のことを扱き下ろし、千秋に愛想尽かしをさせようとするが、彼女の決意は揺るがなかった。困り果てたジョナサンは店の裏で桃次郎に土下座するが、桃次郎は怒り狂う始末。そして、その様を物陰から見ていた千秋は嘆いていた。
後日の夜、「おふくろ」にボルサリーノ2が部下とともに現れる。ジョナサンが「花巻の鬼台貫」だったことに触れ、部下にジョナサンを責めさせる。止めに入る蝶子だったが、あっさりと追い払われる。110番をかけようとする蝶子だったが、割って間に入った桃次郎に止められ、桃次郎とボルサリーノ2の一騎討ちに発展する。店内での大暴れは互角で、家具や備品を壊しながら続いたが、今度はジョナサンが間に入った。
ボルサリーノ2は、ジョナサンに対して甘い態度を取る連中に苛立ち、身の上を話し始める。18歳の時に父親を亡くし、山奥の土地を売って小さなトラックを買ったものの、代金が足らず借金をしていた。病気の母親を抱え、違反しなければ生活ができない。しかし、「花巻の鬼台貫」が摘発を繰り返していた。結果、彼は逃走中に事故を起こし、トラックは破損、母親は病院を追われ死亡していたのだった。
ジョナサンとの決着にワッパ勝負を申し出るボルサリーノ2。受けるジョナサンだったが、桃次郎が不意打ちでジョナサンを気絶させ、代わりに勝負を買って出る。
夜の街道レースは互角だったが、気を取り戻したジョナサンが追跡、正面から勝負に割り込む。レースは中断となり、ジョナサンの身の上を聞いたボルサリーノ2は勝ちを桃次郎に譲り、去っていく。
後日、一番星号は瑛子を乗せて長崎へ。現地で小野姉弟と合流し、観光を楽しむ。兄との難しい仲を仄めかした瑛子に、「勇気とは自分で踏み切るもの」と言ってしまう桃次郎。夜はジョナサンも交え、小野家で鍋をつついていた。そこに、小野姉弟の父親から「大晦日には帰ってくる」との手紙が届く。そこで父親の写真を見せられた2人。それは厳島神社で出会った掃除夫だった。
姫路に帰った瑛子の元に兄が訪ねてくる。彼は実の兄ではなく、義理の兄だった。姉の元夫であったが、瑛子とは惹かれ合う関係になっていた。しかし、瑛子は義兄を突き放す。
姫路を通りがかった一番星号を赤塚が発見し、原付で追跡する。彼は「千秋の仇」と桃次郎を逮捕しようとするが一蹴される。千秋への愛を声に出す赤塚だったが、彼は飲酒していた。追いかけてきたパトカーに収容される赤塚。その一部始終を、千秋は見ていた。
夜になり、懲戒免職になった赤塚が署から出てきた。待っていた一番星号に乗せられ、一路「おふくろ」へ。中には文金高島田と着物で正装した千秋が待っていた。ジョナサンとおふくろが仲人となり、赤塚と千秋、2人の挙式が始まる。
12月30日。ジョナサンは大晦日に間に合うよう、長崎の小野姉弟の元へ向かう。自宅での準備中に、ハネムーンベビーの受胎を知らされるジョナサン。
12月31日の大晦日、意を決して「おふくろ」を訪れた桃次郎だったが振られてしまう。瑛子は、桃次郎に「勇気とは自分で踏み切るもの」と言われたことがきっかけで、義兄の元へ行くことを決心したのであった。
あてもなく一番星号を流していたところ、岡山で小野姉弟の父親・小野松吉（織本順吉）と遭遇。「金がないので帰れない」と当たり屋をしていた松吉を乗せ、0時までに間に合わせようと一番星号は長崎に向かう。
ジョナサンは長崎に着いていたが、薫は熱を出して寝込んでいた。しかし、手紙で約束した父親はまだ帰ってこない。
一番星号は白バイを皮切りに、次々とパトカーに追われる。ボルサリーノ2の援護で警察の追跡を振り切り、爆走する一番星。さらには他のトラックも駆けつける。
日が暮れ、夜道を疾走する一番星号。桃次郎は松吉に金を渡す。0時前に無事に着き、子供たちとの約束を果たした。薫も元気を取り戻すのだった。

## スタッフ
- 監督 - 鈴木則文
- 企画 - 高村賢治、天尾完次
- 脚本 - 鈴木則文、澤井信一郎
- 音楽 - 木下忠司
- 主題歌 - 菅原文太、愛川欽也（東芝EMI/東芝レコード[3]）
  - 一番星ブルース（作詞:阿木燿子 / 作曲:宇崎竜童 / 編曲:ダウン・タウン・ブギウギ・バンド）
- 挿入歌 - ダウン・タウン・ブギウギ・バンド（東芝EMI/EXPRESS）
  - トラックドライビングブギ（作詞:阿木燿子 / 作曲:宇崎竜童 / 編曲:ダウン・タウン・ブギウギ・バンド）
- 挿入歌 - 西来路ひろみ
  - 残り火の恋（作詞:鈴木則文 / 作曲・編曲:猪俣公章）
- 撮影 - 飯村雅彦
- 照明 - 山口利雄
- 録音 - 井上賢三
- 美術 - 桑名忠之
- 編集 - 鈴木宏始
- スチール - 藤井善男
- 助監督 - 澤井信一郎、馬場昭格
- 記録 - 山内康代
- 擬斗 - 日尾孝司
- 進行主任 - 志村一治
- 装置 - 畠山耕一
- 装飾 - 米沢一弘
- 美粧 - 井上守
- 美容 - 花沢久子
- 衣裳 - 内山三七子
- 演技事務 - 石原啓二
- 企画協力 - （株）カントリー
- 協力
  - ニットータイヤ
  - 長崎ニューホテル中央荘
  - 長崎県真珠加工協同組合パールギャラリー
  - デコレーショントラックグループ哥麿会
- 現像 - 東映化学
- 製作 - 東映

※ 挿入歌「残り火の恋」は実際には使用されていないに等しい。備考参照。

## 出演
- 星桃次郎（一番星） - 菅原文太
- 高見沢瑛子 - あべ静江
- 松下君江（母ちゃん） - 春川ますみ
- 杉本千秋 - 加茂さくら
- 赤塚周平（警官） - なべおさみ
- 須間田三四郎（トルコの帝王） - 山城新伍
- 写真屋 - 由利徹
- ポルノショップのお兄ちゃん - 笑福亭鶴光
- 蝶子（ドライブイン「おふくろ」の店主） - 園佳也子
- 小野松吉 - 織本順吉
- 土産物店の店員 - 西来路ひろみ
- 堀釜太郎 - ラビット関根（関根勤）
- 中年のにやけ男 - 大泉滉
- 厚化粧の女 - 三原葉子
- ヤクザ - 藤山浩二
- 佐久の鯉太郎 - 佐藤晟也
- テル美 - 叶優子
- ナオ美 - 城恵美
- ボルサリーノ3[4] - 佐藤京一
- 上州丸 - 相馬剛三
- ボルサリーノ4[5] - 小林稔侍
- 姫路丸 - 団巌
- 警官 - 土山登士幸
- 倉庫係員 - 大木晤郎
- 横綱 - 飯塚文雄
- 町子（ウェイトレス） - 笠井うらら
- イサ美 - 宮崎あすか
- ヤクザ - 亀山達也
- 北海の虎 - きくち英一
- 運転手 - 三上良
- マス美 - 小川レナ
- ミドリ（ウェイトレス） - 岡田京子
- 関東無宿 - 清水照夫
- 運転手 - 沢田浩二
- 運転手 - 幸英二
- ヤクザ - 司裕介
- 警官 - 高並功
- 運転手 - 高月忠
- 運転手 - 宮地謙吾
- 運転手 - 横山繁
- 宮崎 - 宮崎靖男
- ヤクザ - 奈辺悟
- 台貫場の警官 - 山浦栄（ノンクレジット）
- 松下幸之助 - 梅地徳彦
- 松下幸次郎 - 梅津昭典
- 松下美智子 - 白取雅子
- 松下華子 - 菊地優子
- 松下幸三郎 - 大久保純
- 松下サヤ子 - 高橋直美
- 松下由美 - 角所由美
- 松下幸四郎 - 一条寛之
- 松下幸五郎 - 吉崎勝一
- 小野薫 - 千葉由美
- 蒲田拓己
- 小牧準
- 八東会（「ボルサリーノ2」の行灯の上に表記あり）
- ボルサリーノ2 - 田中邦衛
- 片岡光二 - 夏八木勲
- 女教師 - 研ナオコ（特別出演）
- 松下金造（やもめのジョナサン） - 愛川欽也
- 以下ノンクレジット
  - 警官 - 畑中猛重[要出典]
  - 運転手 - 美原亮、城春樹、秋山武史[要出典]
  - 小野雄一 - 道組[要出典]

## 興行成績
1976年の正月興行は、大大本命『ジョーズ』を筆頭に『コンドル』『ピンク・パンサー2』『フリックストーリー』『続エマニエル夫人』など洋画も粒揃いで、対する邦画勢は余裕の正月興行・松竹『男はつらいよ 葛飾立志篇』/『正義だ!味方だ!全員集合』、盤石の東宝モモトモ映画『絶唱』に和田アキ子の『裸足のブルージン』のホリプロ番組2作品。岡田茂東映社長は、東宝はともかく年間配収では東映の足元にも及ばない松竹に正月だけは長年負け続けていたことが悔しく、ようやく勝てるチャンスが到来し、東映の正月番組は岡田が直々に1975年秋に記者会見を開いて発表した。正月第1弾は、当時の東映のトップスター・菅原文太と千葉真一主演ものの2本立てを組み合わせ、自身命名による「『爆走一番星』のタイトルは縁起がいい。正月の新聞の見出しは『トーエイ野郎・独走一番』などと決まってる。（正月）第2弾は松方弘樹の『実録外伝 大阪電撃作戦』に北大路欣也の『はみだし刑事』、第3弾は新人・岩城滉一の『爆発! 暴走遊戯』に志穂美悦子の『必殺女拳士』の予定だ。寅さんには絶対に負けない」と当時の東映看板スターによるラインナップを発表し、打倒"寅さん"を内外ともにチャンスを見つけてはPRに努め、社員の志気を鼓舞した。ただ『はみだし刑事』は制作されず、『トラック野郎』のロングで『爆発! 暴走遊戯』が1976年1月15日から第1弾に加わり、第2弾が『実録外伝 大阪電撃作戦』と『必殺女拳士』の2本立てになった。
この正月興行は松竹は入場料金を1,200円にし、東映は1,100円、東宝は据置きの1,000円で、東映は地区によって1200円に設定。各社強気の商売が図に当たり、より大きく稼いだ。松の内の興行を終った時点で、岡田は「全国各地で『トラック野郎』が『寅さん』に圧勝した」と吹聴した。これを受けて立った松竹の奥山融専務が「全国は別として大都市の限られた代表封切館に於いては予想通り『寅さん』が『トラック野郎』を完全にリードしている」とやり返し、思わぬ口合戦となってマスコミを喜ばせた。どこからどこまでが正月興行なのかはっきりしないため、単純な比較はできないが『月刊ビデオ&ミュージック』1976年1月号には「三社の予想配給収入は、東映が16億円、松竹が13億円、東宝が11億円と、東映が記録的な好配収でトップに立ち、宿願の松竹を押さえたことになる」と書かれている。
『キネマ旬報』記載の配収記録では『トラック野郎』は『寅さん』より数字上では下回るが、『トラック野郎』は基本20日間の興行で、寅さんは50日も60日も上映を続けるため、比較は難しい。また『寅さん』と併映作の2本を劇場に掛けている間、東映は4 - 6本を掛ける計算になり効率も悪く、正月興行全体の利益率でいえば、松竹が上回っていたものと考えられる。

## 備考
挿入歌
西来路ひろみの歌う「残り火の恋」であるが、実際はほとんど聞こえない。これには長年、ファンから監督の鈴木則文に問い合わせがあった。鈴木の記した『新トラック野郎風雲録』（ちくま文庫、2014年）103頁によると、「製作途中で挿入歌とする決定がされたが、脚本を直す間がなく、作品にも合わない。仕方なく、「町のどこかから聞こえてくる」という設定にしようしたが、音を絞りに絞ったので、ほぼ聞こえない状態」に仕上がったという。作詞を依頼してきたのは西来路の事務所の社長であり、根負けして引き受けたが、映画で使用するとは聞いてなかった（同101-102頁）。なお、西来路ひろみは「土産物店の店員」として出演している。
バキュームカー「雲龍丸」
本シリーズの車両は、原則として一番星号・ジョナサン号のみ東映で所有しており、他の車両は実在する車両を借り受けて撮影されていた。本作に登場するバキュームカー「雲龍丸」も実際に使用されていた車両で、「デコレーションを施したバキュームカーがある」と噂を聞きつけ、採用となった。なお、逆流する糞尿は作り物である。
関連玩具
ポピー（現：バンダイ）の「ポピニカ」より、本作で桃次郎が乗るトラックが「トラック野郎 生れてすみません」としてキット化された。乾電池によりコンテナ部のライトが光るギミックが付いている。

## 同時上映
けんか空手 極真無頼拳
原作：梶原一騎、影丸譲也（『空手バカ一代』）
脚本：掛礼昌裕、中島信昭
主演：千葉真一
※本作『トラック野郎・爆走一番星』のロングランに伴い、後半1976年1月15日からは『爆発! 暴走遊戯』との二本立てに変更。

## ソフト化.テレビ放送
VHS
1980年代初頭 98分 58000円の業務用で発売された。品番不明。
1980年代初頭 60分の短縮版 15800円で発売。ミリオンセラーズシリーズ。品番D2-0244
1984年9月21日 14800円 品番 TE-B104 発売。
1992年5月15日 5180円 品番 VRTC-00023 発売。
1996年7月21日 4180円 品番 VCTB-00104 発売。
DVD
2002年9月20日 4950円 品番 DSTD-02121 発売。
2006年12月8日 3300円 品番 DCTD-02121 発売。
2013年11月1日 3080円 品番 DUTD-2121 発売。
　Blu-ray
2014年2月7日 5280円 品番 BSTD-02121 発売。
　テレビ放映
1979年4月9日　テレビ朝日 土曜ワイド劇場内で初放映
1985年12月8日　テレビ東京で放映。
1988年5月3日　テレビ東京で放映。
2018年8月　WOWOWで放映。
東映チャンネルで不定期で放映される。
他多数

## ネット配信
- 「東映オンデマンド」サービス開始を記念し、YouTube「東映シアターオンライン」で、2023年1月1日18:00（JST）から同年同月9日23:59（JST）まで期間限定無料配信が行われている。